# Ceraclea coreana
Ceraclea coreana är en nattsländeart som beskrevs av Kumanski 1991. Ceraclea coreana ingår i släktet Ceraclea och familjen långhornssländor. Inga underarter finns listade i Catalogue of Life.